# NGC 4616
NGC 4616 é uma galáxia elíptica (E) localizada na direcção da constelação de Centaurus. Possui uma declinação de -40° 38' 30" e uma ascensão recta de 12 horas, 42 minutos e 16,5 segundos.
A galáxia NGC 4616 foi descoberta em 5 de Junho de 1834 por John Herschel.